# الانقليس (فلم)
الانقليس (باليابانية: うなぎ) هو فيلم ياباني من إخراج إيمامورا شوهيه ، أنتج سنة 1997.

## قصة
ياماشيتا يدخل السجن ليقضي 8 سنوات.
بعد إطلاق سراحه، سيلجأ إلى بلدة صغيرة في نواحي طوكيو، ويرمم محل مهجور من أجل الاشتغال فيه كحلاق .
يصادف موقفًا أنقذ فيه حياة شابة والتي بدورها ستطلب منه العمل معها، ويكون لها دور في إدخال البهجة والسرور إلى صالون الحلاقة والبلدة. مع ذلك يستمر ياماشيتا في صمته ولا يتكلم إلا إلى سمكة الانقليس.

## روابط خارجية
- مقالات تستعمل روابط فنية بلا صلة مع ويكي بيانات